# Luca Martini

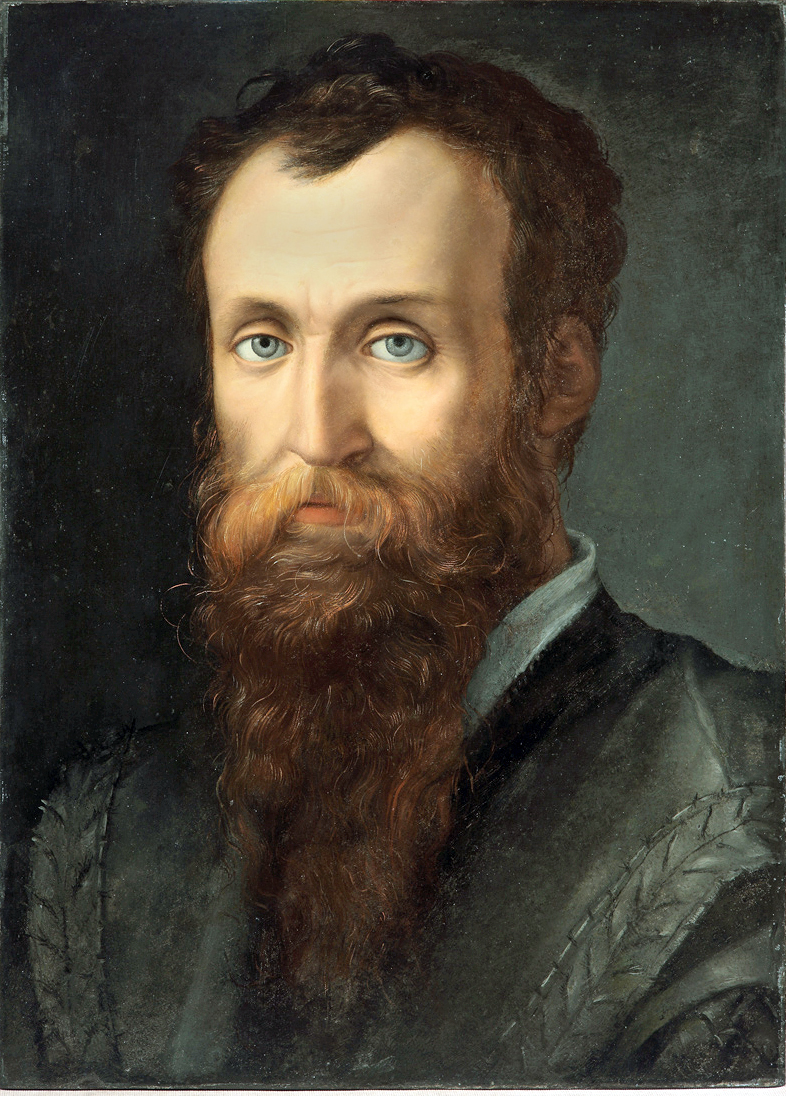
Ritratto del Bronzino (circa 1552)

Luca Martini (Firenze, 8 febbraio 1507 – Pisa, 9 gennaio 1561) è stato un ingegnere e scrittore italiano.

## Biografia
Nacque a Firenze da Angelo di Guglielmo e da Elena di Filippo Bracciolini, nipote del celebre umanista Poggio Bracciolini.
Membro di accademie letterarie alla corte di Cosimo I de' Medici a Firenze ed a Pisa, fu mecenate delle arti. Ingegnere di professione, fu consulente del duca Cosimo I de' Medici per gran parte della sua carriera. Ebbe l'incarico della costruzione della Loggia del Mercato Nuovo di Firenze nel 1546. Nel 1550 fu nominato Provedditore dell'Ufficio delle Galee e dell'Ufficio dei fiumi e fossi di Pisa, realizzando opere di ingegneria per il prosciugamento delle paludi infestate dalla malaria intorno a Pisa. Come membro della corte medicea frequentò gli artisti e gli intellettuali sotto protezione medicea, e fu anche esegeta dantesco, oltre che autore di poesie di genere burlesco. Fu amico di numerosi letterati, tra i quali Annibal Caro e Benedetto Varchi, e di artisti quali Agnolo Bronzino e Pierino da Vinci (di cui fu importante protettore). È citato nella Vita di Benvenuto Cellini.